# أندرياس فيزاليوس
أندرياس فيزاليوس (1514 م - 1564 م) كان عالم تشريح وطبيبًا ومؤلفًا لأحد أكثر الكتب تأثيرًا في علم التشريح البشري، بنية جسم الإنسان، من سبعة أجزاء. غالبًا ما يٌلقب فيزاليوس بمؤسس علم التشريح البشري الحديث. ولد في بروكسل، التي كانت آنذاك جزءًا من الأراضي المنخفضة الهابسبورجية. كان أستاذًا في جامعة بادوفا (1537-1542) وأصبح فيما بعد طبيبًا إمبراطوريًا في بلاط الإمبراطور شارلكان (تشارلز الخامس).
أندرياس فيزاليوس هو الاسم اللاتيني المشتق من الاسم الهولندي، أندريس فان فيزل. كان تحويل الأسماء إلى اللاتينية ممارسة شائعة بين العلماء الأوروبيين في عصره. دُعي أيضًا أندريا فيزاليوس وأندريه فيزالي وأندريا فيزاليو وأندرياس فيزال وأندريس فيزاليو وأندريه فيزالي.

## النشأة والتعليم
ولد فيزاليوس باسم أندريس فان فيزل لوالده أنديرز فان فيزل ووالدته إيزابيل كراب في 31 ديسمبر عام 1514 في بروكسل، التي كانت آنذاك جزءًا من الأراضي المنخفضة الهابسبورجية. وُلد جده الأكبر، جان فان فيزل، في فيزل، وحصل على شهادة الطب من جامعة بافيا ودرّس الطب في جامعة لوفين. كان جده، إيفيرارد فان فيزل، الطبيب الملكي للإمبراطور ماكسيمليان، بينما عمل والده، أنديرز فان فيزل، عطارًا لماكسيمليان، وفيما بعد خادمًا خصوصيًا لخليفته، شارلكان. شجع أندريز ابنه على اتباع تقاليد الأسرة وسجله في جمعية أخوة الحياة المشتركة في بروكسل لتعلم اللغتين اليونانية واللاتينية قبل تعلم الطب، وفقًا لمعايير العصر.
في عام 1528، التحق فيزاليوس بجامعة لوفين لتعلم الفنون، ولكن، عندما تعين والده في منصب خادم خصوصي في عام 1532، قرر بدلًا من ذلك ممارسة مهنة في الجيش في جامعة باريس، حيث انتقل في عام 1533. هناك، درس نظريات جالينوس تحت رعاية يوهان وينتر فون أندرناتش وجاك دوبويس (جاكوبس سيلفيوس) وجان فرنيل. خلال ذلك الوقت، ازداد اهتمامه بالتشريح وغالبًا ما وُجد وهو يفحص العظام ضمن ركام الجثث في مقبرة الأبرياء.

## سيرته وأعماله
أندرياس فيزاليوس هو عالم تشريح وطبيب جراح فلمنكي (بلجيكي) (31 ديسمبر 1514 - 15 أكتوبر 1564) ويعتبر أبا التشريح الحديث، «وهو مؤسس علم التشريح البشرى الحديث» وقد تلقى تعليمه في لوفان وباريس ثم عمل أستاذاً في بادوا حيث لأنه لم يرض عن التدريس في باريس عمل في التدريس أيضا في كل من بال (بازل) وبيزا وبولونيا في إيطاليا وضع فيزاليوس كتابه الشهير في التشريح بنية الجسم البشري نشره سنة 1543 والذي شكل أساسا صالحا لعم الحياة الحديث .
وقع فيزاليوس تحت وطأة تحجر الكنيسة التي أدانته بعقوبة الإعدام ثم خلف الحكم باستبدال الإعدام بالحج سنة 1564 جرى ذلك كله بأمر من محاكم التفتيش لأن فيزاليوس كان ينتزع نتفا خزعات من الجسم البشري لإجراء تجاربه عليها. مات أثناء تنفيذ الحكم بالحج أثناء مروره في اليونان وهو في الخمسين من عمره.
استطاع هذا النابغة أن يصحح مئتين من فروض غالينوس الخاطئة وكان على وشك ان يتوصل إلى كشوف غاية في الأهمية اكتشف أن الصمامات الوريدية هو الأساس الجسدي للشخصية وليس عضلة القلب وبذلك مهد السبيل لهارفي لإعطاء مفاهيم جديدة عن القلب إن إنجازات فيزاليوس أوسع من تحصر في سيرة موجزة كهذه ولكن يمكن القول أنه ن أعظم علماء التشريح في كل العصور وقد ساعده في أعداد الرسومات الرائعة للأعضاء تلميذه تيتيان وآخر يدعى ج.س.فان كالكار .
( اشتهر أندرياس فيزاليوس بأنه شرَّح جسماً بشرياً ، وسمَّى الكثير من الأعضاء الرئيسية ، والشرايين ، والعضلات ، والغدد ،وقد أظهر أيضاً أن الشخصية البشرية لا ينظّمها القلب بل الدماغ والجهاز العصبي .
ولكي يضع رسومه كان على أندرياس فيزاليوس أن يوجد الأجسام البشرية ، ومن الممكن جداً أن تكون الأجسام التي أستعملها للقيام بعمليات التشريح قد حصل عليها في ظروف مشبوهة ، وقد ألقت القبض عليه محكمة التفتيش ، وحاكمته بتهمة سرقة الجثث من أفنية الكنائس حيث تُدفن ، وصدر الحكم عليه بالموت . وقد أستُبدل هذا الحكم بفرض الحج عليه إلى الأراضي المقدسة) .

## معرض صور

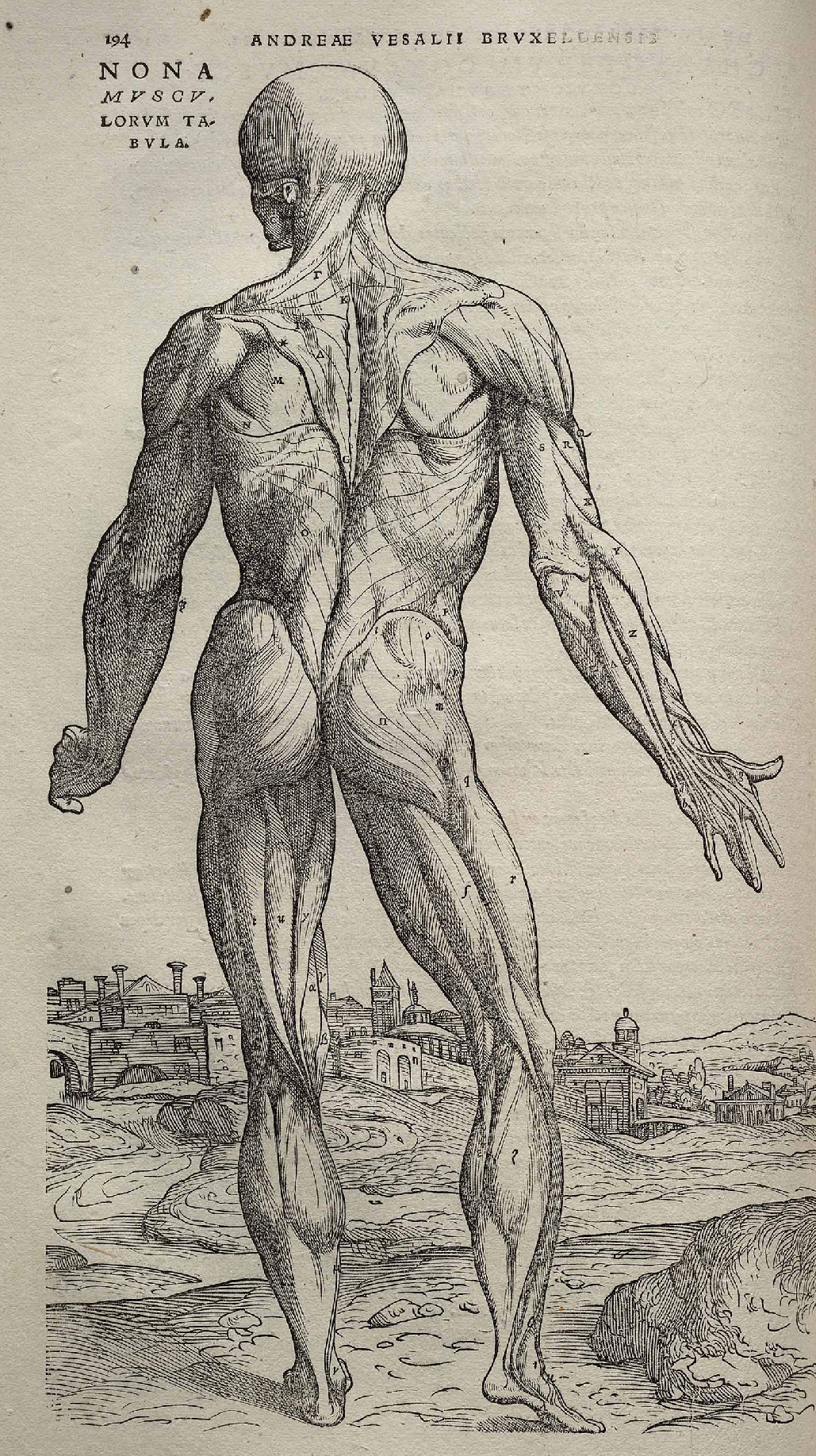
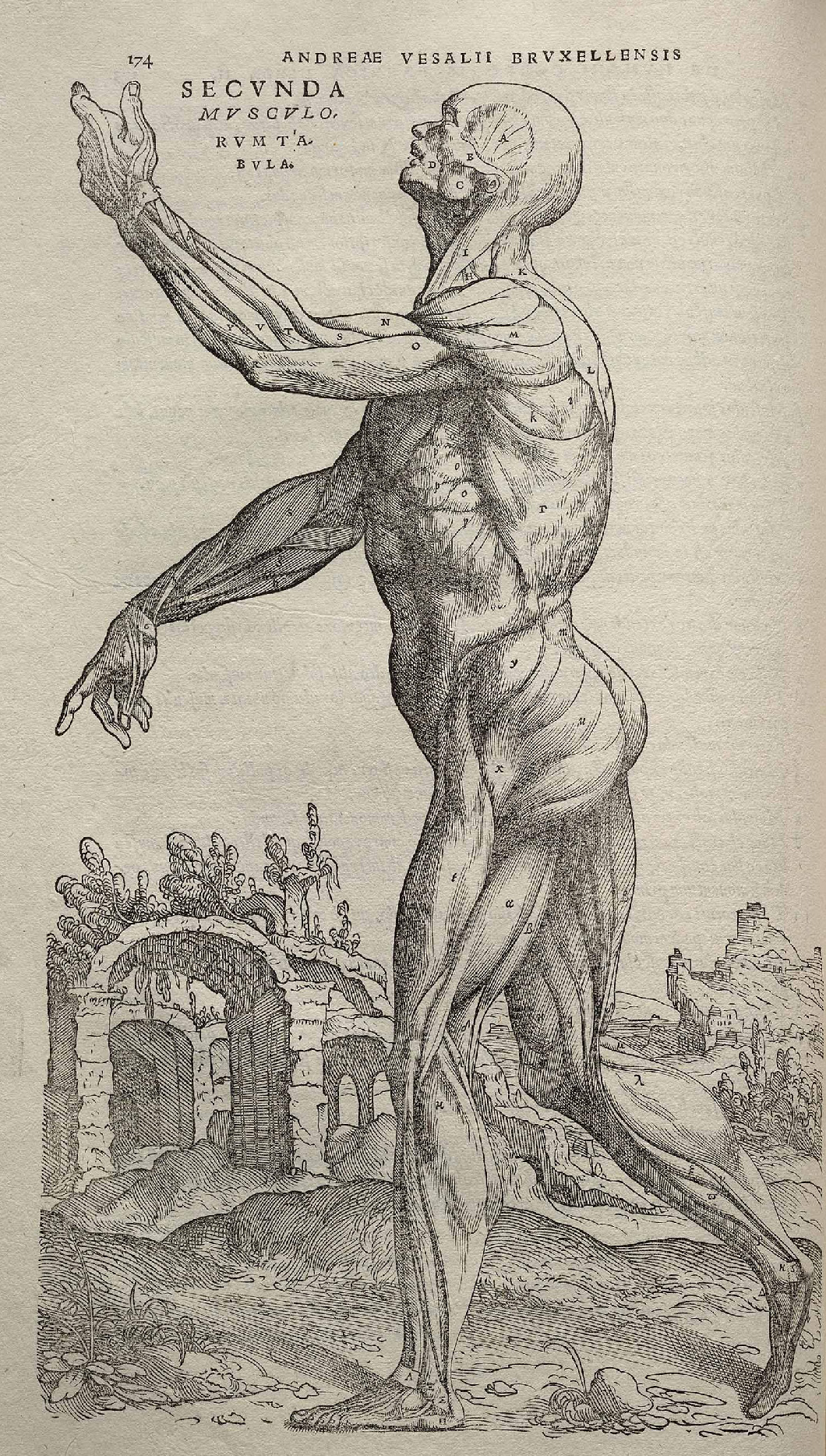
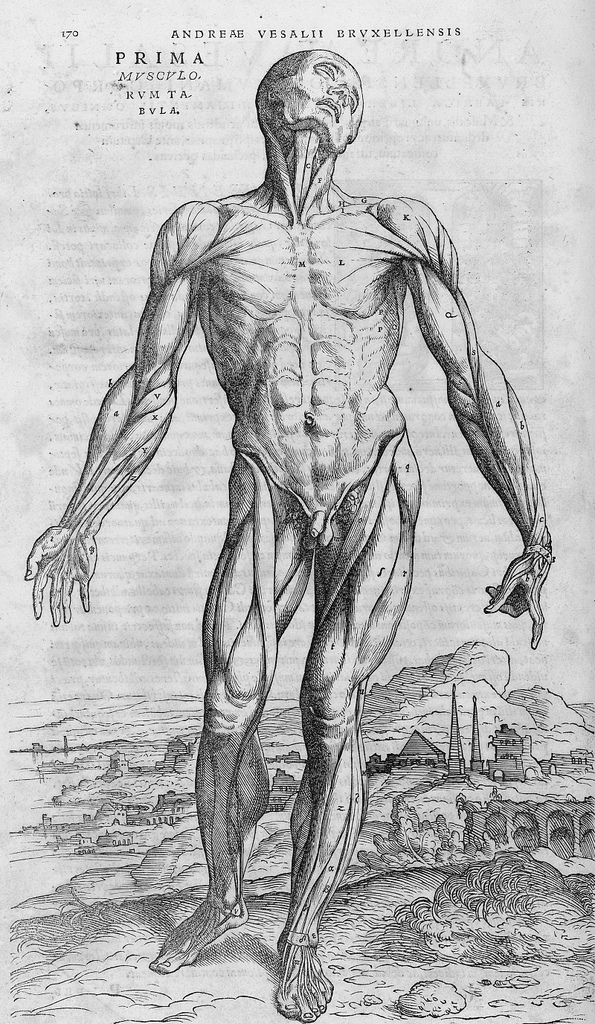
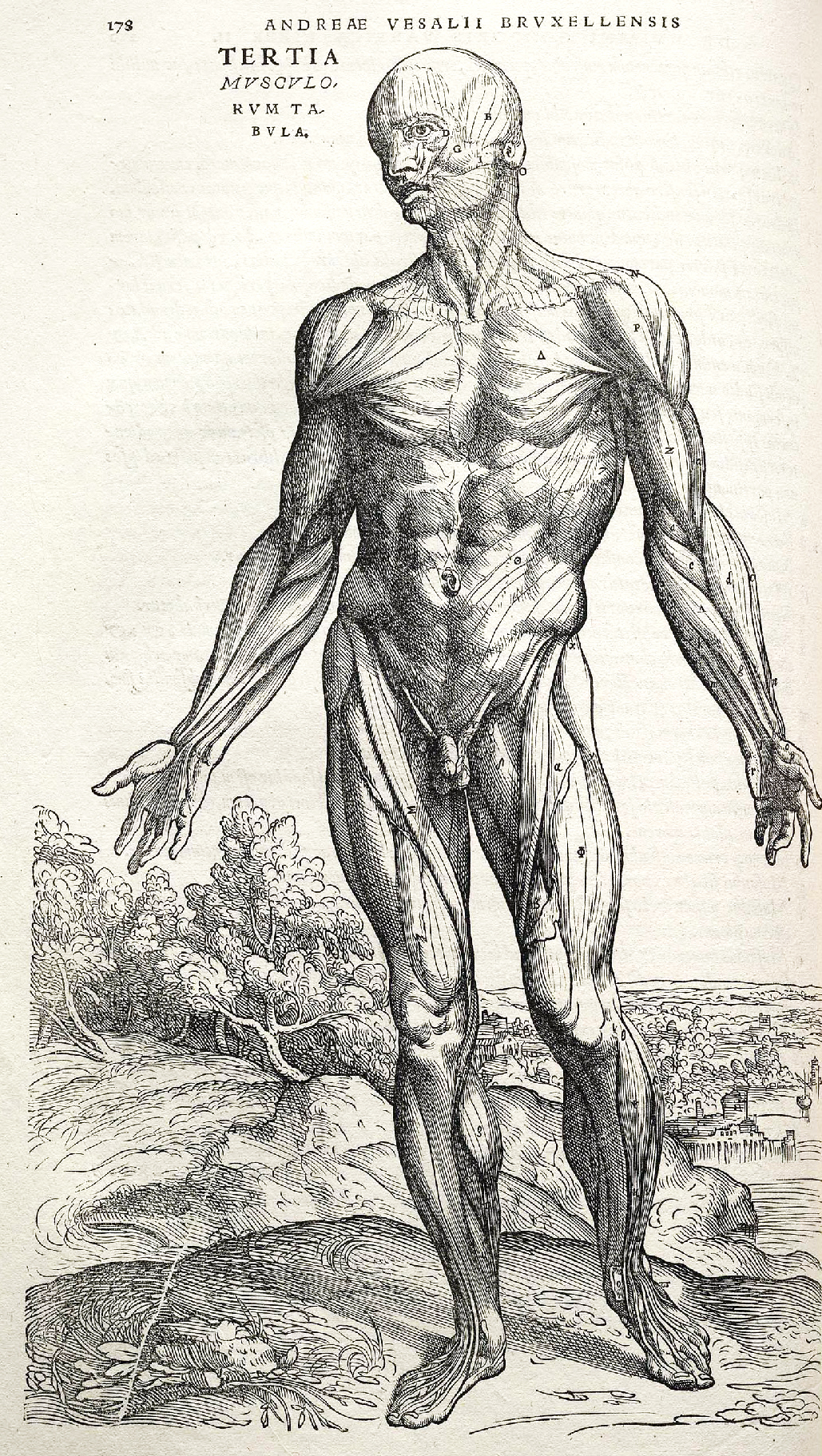

## روابط خارجية
- أندرياس فيزاليوس على موقع الموسوعة البريطانية (الإنجليزية)
- أندرياس فيزاليوس على موقع ميوزك برينز (الإنجليزية)
- أندرياس فيزاليوس على موقع إن إن دي بي (الإنجليزية)
- أندرياس فيزاليوس على موقع ديسكوغز (الإنجليزية)